# Prerez (matematika)
U teoriji kategorija, grani matematike, prerez je desni inverz nekom morfizmu. Dvojstveno je retrakcija (skupljanje) nekog morfizma njegov lijevi inverz. Drugim riječima, ako su f : X → Y i g : Y → X morfizmi čija je kompozicija f o g : Y → Y morfizam identitete na Y, tada je g prerez od f, a f retrakcija od g.
Oni morfizmi koji se pojavljuju kao prerezi drugih morfizama mogu se tip monomorfizama pa ih nazivamo i cijepajući monomorfizmi, a retrakcije su cijepajući monomorfizmi. Riječ prerez češće koristimo kad govorimo o prerezu morfizma koji je unaprijed fiksiran, posebno kad u vidu imamo geometrijsku sliku. Kad promatramo samo svojstvo, posebno u kategorijama algebarske prirode, tada radije govorimo cijepajući monomorfizam.
Posebno su važni prerezi raznih surjektivnih preslikavanja u topologiji i geometriji, napose fibracija (npr. vektorskih svežnjeva i općenitije raslojenih svežnjeva). 
Aksiomatski u teoriji snopova govorimo o (pred)snopu lokalnih prereza. Naime, snopove nad topološkim prostorima možemo definirati na dva načina. U jednom je snop na topološkom prostoru X formaliziran kao etalni prostor nad X, a drugom kao predsnop lokalnih prereza. Naime, ako je U otvoreni podskup i ako je E etalni prostor nad X, dakle dan projekcijom s E u X koja je lokalni homeomofizam, tada su lokalni prerezi nad U po definiciji prerezi suženja projekcije na prasliku po projekciji skupa U. Korespondencija koja skupu U daje skup svih lokalnih prereza nad U se kanonski proširuje do na kontravarijantni funktor, predsnop lokalnih prereza etalnog prostora E.